# Muchomůrka porfyrová
Muchomůrka porfyrová (Amanita porphyria) je nejedlá houba z čeledi muchomůrkovitých.
Klobouk je v mládí vyklenutý, v dospělosti plochý, o průměru do deseti centimetrů, zbarvený šedě s fialovým nebo červeným nádechem, zejména za suchého počasí jsou na něm zřetelné šedé skvrny tvořené zbytky vela. Na spodní části klobouku jsou bílé měkké volné lupeny. Třeň je vysoký 5 až 20 cm, bílý, hladký a vláknitý, na spodní části je zakončen kulovitou hlízou. Na třeni se nachází rýhovaný prsten, který u starších plodnic odpadává. Houba se vyznačuje charakteristickým nepříjemným zatuchlým zápachem, připomínajícím shnilé brambory.
Vyskytuje se v mírném pásu severní polokoule, místy dost hojně. V Česká republice se dá nalézt od června do listopadu. Dává přednost kyselým půdám, roste zejména pod smrky a borovicemi.
V literatuře je uváděna jako nejedlá nebo slabě jedovatá, obsahuje halucinogenní bufotenin.